# Alex Dieringer

Zawodnik Oklahoma State Cowboys

Alexander "Alex" David Dieringer (ur. 6 czerwca 1993) – amerykański zapaśnik walczący w stylu wolnym. Brązowy medalista mistrzostw panamerykańskich w 2020. Czwarty w Pucharze Świata w 2016. Drugi na mistrzostwach świata juniorów w 2013 roku.
Zawodnik Port Washington High School z Port Washington i Oklahoma State University. Cztery razy All-American (2013–2016) w NCAA Division I; pierwszy w 2014, 2015 i 2016; trzeci w 2013 roku.